# Ounasânkh
Ounasânkh est un fils du roi Ounas et de la reine Nebet. Il meurt durant la dixième année du règne de son père.

## Généalogie
La filiation d'Ounasânkh est indirectement suggérée par son nom et ses titres et par la présence de sa tombe près de celles de Nebet et d'Ounas mais n'est pas universellement acceptée,
Ounasânkh porte les titres de « fils du roi », « chambellan royal », « prêtre de Maât » et « surveillant de Haute-Égypte ».